# Jamie Kalven

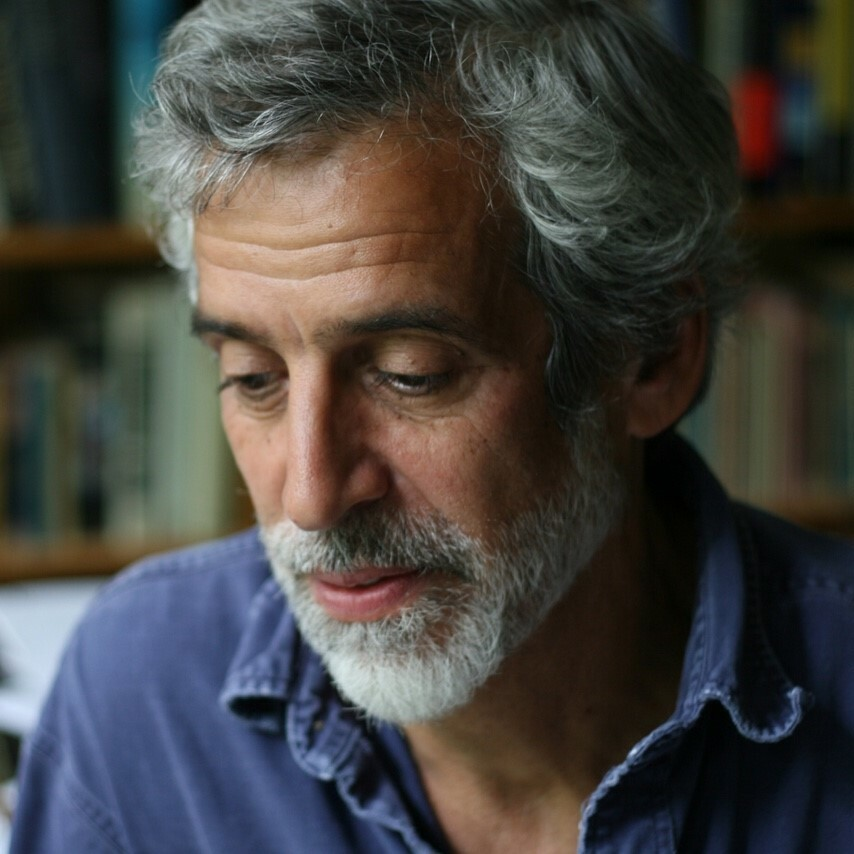
Jamie Kalven (2016)

James Ewan Kalven (* 1948 in Chicago) ist ein US-amerikanischer Autor, Journalist, Menschenrechtsaktivist und Filmproduzent.

## Karriere
Kalven wurde 1948 in Chicago als Sohn des Rechtswissenschaftlers Harry Kalven geboren. Er wuchs in der South Side von Chicago auf, der er zeitlebens verbunden blieb. Er schloss sein Studium an der Wesleyan University 1969 ab und reiste danach einige Zeit lang durch Europa und Asien. Während des Bangladesch-Krieges wandte er sich vom Bergsteigen dem Journalismus zu. Nach dem Tod seines Vaters 1974 nahm er dessen Buchprojekt über die Meinungsfreiheit wieder auf, was er schließlich 1988 unter dem Titel A Worthy Tradition: Freedom of Speech in America veröffentlichte. 
Im selben Jahr wurde seine Frau Patricia Evans am helllichten Tag von einem schwarzen Jugendlichen geschlagen und vergewaltigt. Daraufhin beschäftigte sich Kalven jahrelang mit dem Thema und schrieb die Zusammenfassung Available Light: A Family's World After Violence, die 1999 veröffentlicht wurde und seitdem als wichtige Stütze für Psychotherapeuten gilt. Zudem hielt er in den Stateway Gardens, einem Problembezirk in der South Side, regelmäßige Mahnwachen ab, um den Opfern von Gewalt in der Stadt zu gedenken.
Nach Fällen von Polizeigewalt klagte Kalven gegen die Stadt Chicago, damit diese möglichst viele Informationen veröffentlichen sollte. Der Prozess endete mit einem Vergleich, aber immerhin veröffentlichte die Stadt einige Dokumente. Die Entscheidung gilt als Präzedenzfall für polizeiliches Fehlverhalten. Nach dem Ende des Verfahrens gründete Kalven das Invisible Institute, das Fälle und öffentliche Informationen über Polizeigewalt sammeln soll. Bis 2022 wurden beinahe 250.000 Fälle gesammelt.
Im Juni 2014 wurde der schwarze Jugendliche Laquan McDonald von einem weißen Polizisten erschossen, der behauptete in Notwehr gehandelt zu haben. Durch einen Whistleblower erhielt Kalven Dashcam-Aufnahmen, die bewiesen, dass der Polizist McDonald mit 16 Schüssen hingerichtet hatte. Daraufhin verlangte Kalven von der Stadt die Herausgabe des Materials, was sie aber verweigerte. Seine Berichterstattung führte zu einem nationalen Aufschrei, politischen Konsequenzen und schließlich im Sommer 2015 zur Veröffentlichung des Materials. Für seine Recherchen erhielt Kalven 2016 den Ridenhour Prize.
Im Juli 2018 wurde Harith Augustus von einem Polizisten erschossen, woraufhin Kalven bei der Polizei Einsichtnahme in das vollständige Kameramaterial beantragte. Hieraus fertigte er mit Regisseur Bill Morrison den Kurzfilm Incident, der 2023 auf Festivals gezeigt und mehrfach ausgezeichnet wurde. Außerdem wurden sie bei der Oscarverleihung 2025 in der Kategorie Bester Dokumentar-Kurzfilm nominiert.

## Werke

### Bücher
- Harry Kalven, Jamie Kalven (Hrsg.): A Worthy Tradition: Freedom of Speech in America. Harper & Row, New York 1989. ISBN 9780060916220.
- Do You Know Where You Are?: A Memoir of Becoming a South Sider. In: Ayers, William; Hunt, Jean Ann; Quinn, Therese (Hrsg.): Teaching for Social Justice: A Democracy and Education Reader. New Press, Teachers College Press. New York 1998. ISBN 9781565844209.
- Working with Available Light: A Family's World After Violence.W. W. Norton, New York 1999. ISBN 9780393046908.
- Mit Craig B. Futterman, Chaclyn Hunt: "They Have All the Power": Youth/Police Encounters on Chicago's South Side. University of Chicago Law School, Chicago 2016.

### Filme
- 2019: 16 Shots
- 2020: Somebody (Podcastserie)
- 2023: Incident (Kurzfilm)

## Auszeichnungen (Auswahl)
- 2020: Emmy Award in der Kategorie Herausragender investigativer Dokumentarfilm für 16 Shots
- 2021: IDA Award in der Kategorie Beste Hörbuch-Dokumentation für Somebody
- 2023: IDA Award in der Kategorie Bester Dokumentar-Kurzfilm für Incident
- 2024: Critics’-Choice-Documentary-Award-Nominierung in den Kategorien Bester Dokumentar-Kurzfilm und Bester True-Crime-Dokumentarfilm für Incident
- 2024: Jurypreis des Champs-Élysées Film Festival für Incident
- 2024: FOCAL International Award in der Kategorie Beste Materialverwendung in einem Kurzfilm für Incident
- 2024: Truth Seeker Award des Tehran International Short Film Festival für Incident
- 2024: Florida Film Festival in der Kategorie Bester Dokumentar-Kurzfilm für Incident
- 2025: Cinema Eye Honor Award in der Kategorie Bester Dokumentar-Kurzfilm für Incident
- 2025: Oscar-Nominierung in der Kategorie Bester Dokumentar-Kurzfilm für Incident